# Martin Ebner (Theologe)
Martin Ebner (* 23. Februar 1956 in Schweinfurt) ist ein deutscher katholischer Theologe. Er war Professor für die Exegese des Neuen Testaments an der Universität Bonn.

## Karriere
Ebner studierte von 1975 bis 1981 Katholische Theologie an der Julius-Maximilians-Universität Würzburg. 1982 wurde er zum Diakon, 1983 zum Priester geweiht. Von März 1984 bis Juli 1985 war er Kaplan in Baunach und Haibach. Vom September 1985 bis zum Juli 1988 arbeitete er als hauptamtlicher Religionslehrer am Gymnasium der Englischen Fräulein in Aschaffenburg und war gleichzeitig Schulseelsorger sowie Hauskaplan des dortigen Klosters.
1991 promovierte er und wurde wissenschaftlicher Assistent am Biblischen Institut der Universität Würzburg. 1997 wurde er habilitiert und zum Oberassistenten ernannt. Nach einer Lehrstuhlvertretung im Fach Exegese des Neuen Testaments an der Universität Würzburg wurde er am 1. August 1998 zum Professor für Exegese des Neuen Testaments an der Westfälischen Wilhelms-Universität Münster ernannt.
Seit Oktober 2011 arbeitete er an der Rheinischen Friedrich-Wilhelms-Universität Bonn. Zum Ende des Wintersemesters 2018/19 wurde er auf eigenen Wunsch in den vorzeitigen Ruhestand versetzt.

## Publikationen (Auswahl)
- Leidenslisten und Apostelbrief. Untersuchungen zu Form, Motivik und Funktion der Peristasenkataloge bei Paulus (= Forschung zur Bibel, Band 66), Echter, Würzburg 1991, ISBN 978-3-429-01393-6 (Dissertation).
- Das Markusevangelium. Neu übersetzt und kommentiert. Katholisches Bibelwerk. Stuttgart 2008 (4. Auflage 2015), ISBN 978-3-460-32072-7.
- als Hrsg. mit Stefan Schreiber: Einleitung in das Neue Testament (= Studienbücher Theologie, Band 6). Kohlhammer, Stuttgart 2008 (3., überarbeitete Auflage 2020), ISBN 978-3-17-018875-4 (Rezension in: ThLZ 136 (2010), Heft 2, Sp. 176–181).
- Starb Jesus wirklich für unsere Sünden?, Publik-Forum, Nr. 11 2024, S. 40, ISSN 0343-1401